# Estação Anchieta
Anchieta é uma estação de trem do Rio de Janeiro, localizada no bairro de Anchieta. É a última estação de trem da Zona Norte do Rio de Janeiro. As demais estações depois de Anchieta localizam-se na Região Metropolitana do Rio de Janeiro.

## História

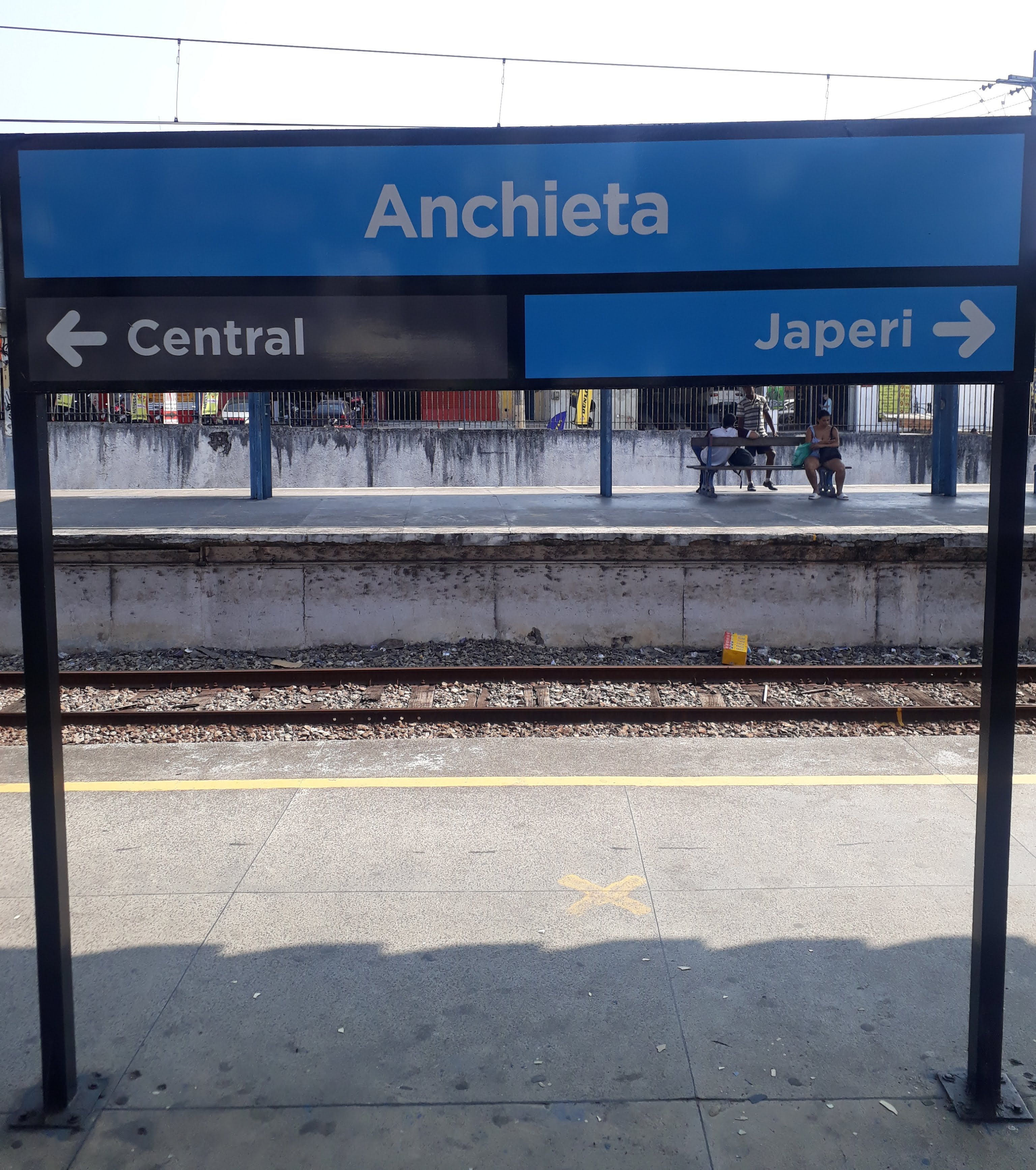
Placa Anchieta

A estação de Anchieta foi inaugurada em 1896, ainda com o nome de Nazaré, atribuído à antiga fazenda de açúcar de propriedade de Bento de Oliveira Braga. Seu nome foi alterado por volta de 1898, por haver outra homônima na Estrada de Ferro Central do Brasil.
Após várias gestões, a estação é repassada para a CBTU em 1984. No ano seguinte a empresa contratou as obras de reconstrução da estação. Em 1 de junho de 1988 durante uma pane no sistema de sinalização da linha, a estação (ainda em obras) foi depredada. Isso fez com que as obras de reconstrução sofressem atrasos.
No dia da reinauguração da estação, em 27 de janeiro de 1989, nova pane causada por um surfista ferroviário fez com que a população depredasse parcialmente a estação. A cerimônia de inauguração (que contaria com a presença do presidente José Sarney) foi cancelada e, em meio ao prédio depredado, apenas a sua placa de inauguração foi descerrada pelo presidente da CBTU Emílio Ibrahim.

## Plataformas
Plataforma 1A: Utilizada como desvio

Plataforma 1B: Sentido Japeri 

Plataforma 2C: Sentido Central